# Adisura purgata
Adisura purgata är en fjärilsart som beskrevs av B.C.S Warren 1926. Adisura purgata ingår i släktet Adisura och familjen nattflyn. Inga underarter finns listade i Catalogue of Life.